# Mascezel
Mascezel ou Massezel est un prince maure. Il est le fils du roi des Jubaleni Nubel, frère du comte d'Afrique Gildon et frère du général maure Firmus. Il semble présent à la cour et fidèle à Stilicon puisque c'est lui qui va battre son frère à la bataille de l'Ordalio en 398.